# Xã Burnside, Michigan
Xã Burnside (tiếng Anh: Burnside Township) là một xã thuộc quận Lapeer, tiểu bang Michigan, Hoa Kỳ. Năm 2010, dân số của xã này là 1.864 người.